# 파일럿 플랜트

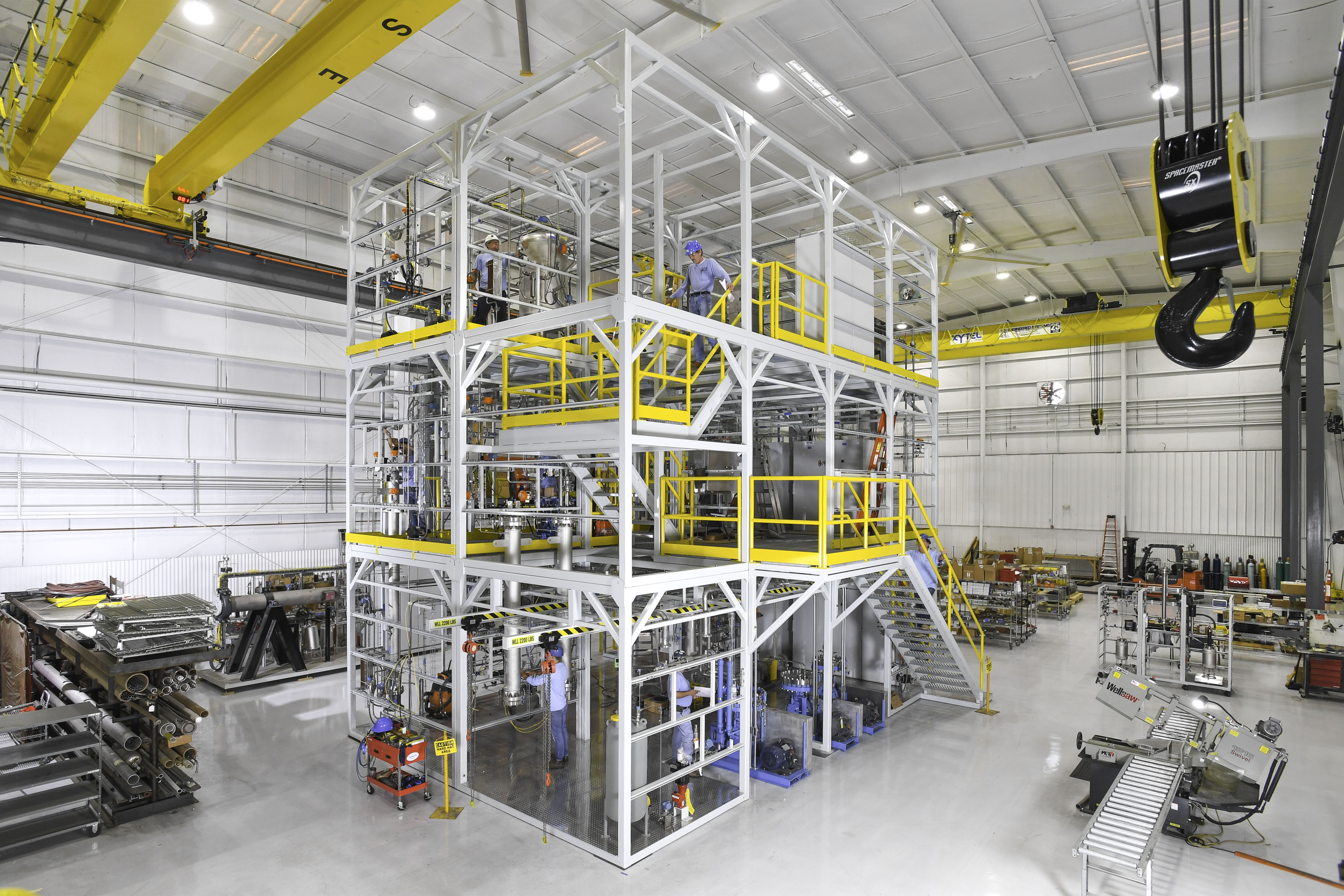
건설 중인 대형 파일럿 플랜트

파일럿 플랜트(pilot plant)는 새로운 생산 기술을 적용하거나 적은 양의 신기술 기반 제품을 생산하는 상업화 이전 생산 시스템이다. 주로 신기술에 관해 학습하는 목적으로 사용된다. 이를 통해 얻은 지식은 온전한 생산 시스템과 상업 제품의 디자인, 추가 연구 목표의 식별, 투자 결정의 지원을 위해 사용된다. 기타(비기술적) 목적으로는 신기술에 대해 대중의 지지를 이끌어내고 정부 규제에 이의를 제기하기 위해 사용할 수 있다.

## 같이 보기
- 화학공학
- 운용과학

## 참고 자료
- M. Levin (Editor), Pharmaceutical Process Scale-Up (Drugs and the Pharmaceutical), Informa Healthcare, 3rd edition, ISBN 978-1616310011 (2011)
- M. Lackner (Editor), Scale-up in Combustion, ProcessEng Engineering GmbH, Wien, ISBN 978-3-902655-04-2 (2009).
- M. Zlokarnik, Scale-up in Chemical Engineering, Wiley-VCH Verlag GmbH & Co. KGaA, 2nd edition, ISBN 978-3527314218 (2006).
- Richard Palluzi, Pilot Plants: Design, Construction and Operation, McGraw-Hill, February, 1992.
- Richard Palluzi, Pilot Plants, Chemical Engineering, March, 1990.